# Liste der Straßen in Solln
Straßennamen dienen nicht nur der Orientierung, sie erzählen auch einiges über die Geschichte eines Ortes.
Auf dieser Seite sind die Straßen und die Herkunft ihrer Namen in der ehemals selbständigen Gemeinde Solln, anschließender Stadtbezirk 36 und späterer Münchner Stadtbezirk 71 ("8000 München 71")  zusammengestellt.
Im Jahre 1986 wurde der Stadtbezirk Solln aufgelöst und mit Forstenried, Fürstenried, Obersendling und Thalkirchen zum nun viel größeren Stadtbezirk 19 verschmolzen, was das Ende von "München Solln" bedeutete.
Soweit bekannt, werden auch die ehemaligen Straßennamen vor dem Ersten Weltkrieg bzw. nach der Eingemeindung am 11. November 1938 in die "Hauptstadt  der Bewegung" aufgelistet.

## Alphabetisches Straßenverzeichnis im Münchner StadtteilSolln

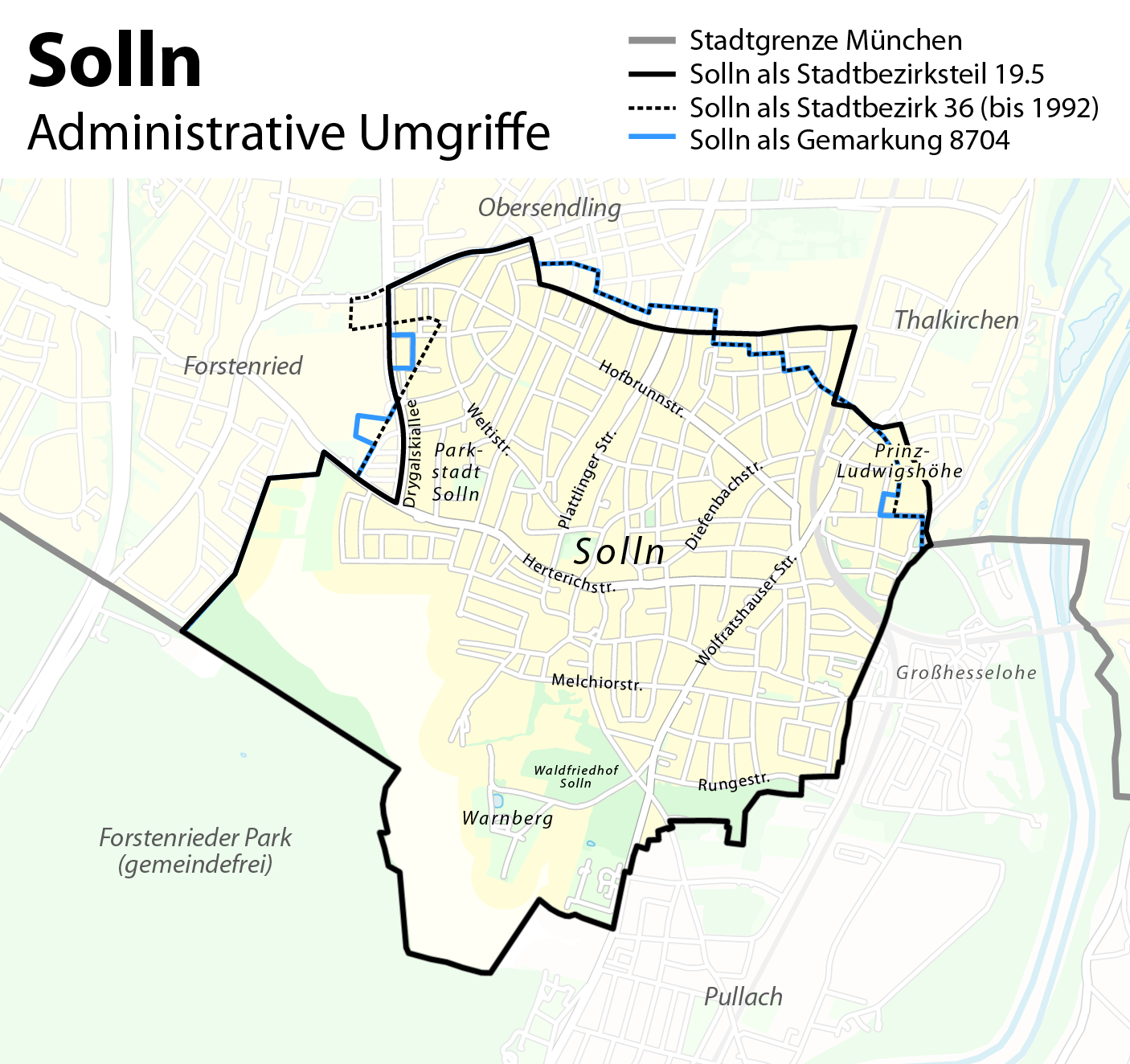
Solln mit seinen Grenzen als Gemarkung (in etwa die alte Gemeindegrenze), Stadtbezirk (bis 1992) und Bezirksteil (ab 1992)

| Straße                                   | Benannt nach | PLZ             | Seit     | Anmerkungen |
| ---------------------------------------- | --- | --------------- | -------- | --- |
| Aidenbachstraße                          | Nach dem Ort in Aidenbach in Niederbayern. Dort wurde 1706 der Aufstand der niederbayerischen Bauern gegen die österreichische Besetzung niedergeschlagen. | 81477 und 81479 | 1901     | Teilweise Grenze zwischen PLZ 81477 und 81479                                                                                          |
| Alfred-Kubin-Weg                         | Alfred Kubin (1877–1959), herausragender österreichischer Grafiker, Zeichner und Buchillustrator. Mitbegründer der Künstlergruppe „Der Blaue Reiter“ | 81477           | 1964     | Parkstadt Solln |
| Allescherstraße                          | Andreas Allescher (1828–1903), war Lehrer und ein bedeutender Mykologe (Pilzkundler) | 81479           | 1938     | |
| Ascholdinger Straße                      | Nach dem Ort Ascholding, einem Ortsteil der Gemeinde Dietramszell in Oberbayern | 81479           | 1935     | Prinz-Ludwigs-Höhe |
| August-Macke-Weg                         | Nach dem Maler August Macke (1887–1914), einem Mitglied der Künstlervereinigung „Der Blaue Reiter“ | 81477           | 1979     | Parkstadt Solln |
| Bastian-Schmid-Platz                     | Bastian Schmid (1870–1944) war Verhaltensforscher, Pädagoge, Hochschullehrer, Herausgeber von naturwissenschaftlichen Buchserien und Zeitschriften sowie Verfasser von zahlreichen Tierbüchern. | 81477           | 1953     | Beerdigt am Friedhof Solln Grablage: Mauer-43-                                                                                         |
| Baumeisterstraße                         | Benannt nach Carl Franz Baumeister (1840–1932), Historien- und Kirchenmaler (Zwiefalten), Vertreter der neueren christlichen Kunst | 81477           | 1938     | |
| Becker-Gundahl-Straße                    | Benannt nach Carl Johann Becker-Gundahl (1856–1925), Maler und Illustrator, Professor an der Akademie der Bildenden Künste in München | 81479           | 1972     | Beerdigt am Sollner Waldfriedhof – Grablage: 041-3-30                                                                                  |
| Begasweg                                 | Nach der von dem Maler Carl Joseph Begas (1794–1854) begründeten und mehrere Generationen umspannenden Künstlerdynastie | 81477 und 81479 | 1947     | Die Plattlinger Straße, die südliche Verlängerung der Aidenbachstraße, teilt den Begasweg in die unterschiedlichen PLZ 81477 und 81479 |
| Bertelestraße                            | Benannt nach dem Sollner Bürgermeister Joseph Bertele (1813–1900). | 81479           | 1938     | Vor der Eingemeindung Sollns 1938 hieß die Straße Joseph-Weiß-Straße.                                                                  |
| Bestelmeyerstraße                        | German Johann Georg Bestelmeyer (1874–1942), Architekt, war ab 1922 Professor für Baukunst an der TH München, ab 1924 Präsident der Akademie der Bildenden Künste. Bekannte Bauten: Erweiterung der LMU und der TH München.                                                                                      | 81477           | 1956     | Beerdigt am Waldfriedhof – Alter Teil Grablage: 039-W-24                                                                               |
| Bichler Straße                           | Benannt nach Bichl, einer Gemeinde im oberbayerischen Landkreis Bad Tölz-Wolfratshausen | 81479           | 1935     | |
| Bleibtreustraße bzw. Bleibtreuplatz      | Nach dem Maler Georg Bleibtreu (1828–1892), der hauptsächlich für seine Darstellungen von Schlachten bekannt ist. | 81479           | 1935     | |
| Breitschwertstraße                       | Benannt nach dem Münchner Maler und Zeichner Wilhelm von Breitschwert (1828–1875) | 81479           | 1947     | Ehemalige Alpenstraße |
| Bräutigamstraße                          | Benannt nach dem Maler der Königlich Bayerischen Porzellanmanufaktur Johann Jakob Bräutigam (1790–1868). | 81479           | 1947     | Frühere Zugspitzstraße |
| Buchauerstraße                           | Nach dem Sollner Kirchenvorstand Joseph Buchauer (1859–1927), Ehrenbürger der ehemals selbständigen Gemeinde Solln | 81479           | 1938     | Vor 1938 hieß die Straße Nathalienstraße                                                                                               |
| Buchhierlstraße                          | Namensgeber ist der Sollner Bürgermeister Eduard Buchhierl (1856–1907) | 81479           | 1938     | |
| Bürkelstraße                             | Benannt nach dem Maler des Biedermeier Heinrich Bürkel (1802–1869), beliebter Genre- und Landschaftsmaler aus dem Alpengebiet | 81477           | 1927     | Sein Grab befindet sich am Alten Südlichen Friedhof Grablage: 38-01-11/12                                                              |
| Carusoweg                                | Nach dem in Italien geborenen Opernsänger Enrico Caruso (1873–1921), der mehrmals an der Münchner Oper auftrat | 81479           | 1960     | |
| Diefenbachstraße                         | Karl Wilhelm Diefenbach (1851–1913) war Maler und Sozialreformer, in München auch „Kohlrabiapostel“ genannt, gilt als Pionier der Freikörperkultur und der Friedensbewegung. Er wohnte zeitweise in einem Steinbruch an der Isar.                                                                                | 81479           | 1945     | Die Straße hieß vor der Eingemeindung Sollns 1938 Lindenallee und von 1938 bis 1945 Adolf-Hitler-Allee                                 |
| Diezweg                                  | Erinnert an Wilhelm von Diez (1839–1907), Maler und Illustrator der Münchner Schule. | 81479           | 1957     | Beerdigt: Alter Nördlicher Friedhof Grablage: 015-1-33                                                                                 |
| Dominik-Brunner-Weg                      | Erinnert an Dominik Brunner, am 12. September 2009 an den Folgen einer gewaltsamen Auseinandersetzung am Bahnhof Solln gestorben. | 81479           | 2010     | |
| Dr.-Carl-von-Linde-Straße                | Carl von Linde (1842–1934), Ingenieur, Erfinder und Gründer der Linde AG. Professor für theoretische Maschinenlehre an der Polytechnischen Schule München, der Vorläuferin der heutigen Technischen Universität München, Mitbegründer des Deutschen Museums                                                      | 81479           | 1982     | |
| Drygalski-Allee                          | Benannt nach dem deutschen Geographen, Geophysiker und Polarforscher Erich von Drygalski (1865–1949). Er leitete die Grönland-Expedition der Gesellschaft für Erdkunde zu Berlin (1891–1893) und die Erste deutsche Antarktis-Expedition (1901–1903).                                                            | 81477           | 1965     | Parkstadt Solln, jenseits der Drygalski-Allee beginnt Forstenried.                                                                     |
| Eberlestraße                             | Erinnert an den Maler Adolf Eberle (1843–1914) | 81479           | 1952     | Liegt am Alten Nördlichen Friedhof Grablage: 016-1-21                                                                                  |
| Echterstraße                             | Benannt nach Michael Echter (1812–1879), Münchner Maler und Genremaler. | 81479           | 1957     | Grab am Alten Südlichen Friedhof Grablage: 27-12-2                                                                                     |
| Eduard-Thöny-Straße                      | Nach dem in München tätigen österreichischen Maler und Karikaturisten Eduard Thöny (1866–1950). Er war einer der wichtigsten Mitarbeiter der Satirezeitschrift Simplicissimus. | 81477           | 1964     | Parkstadt Solln |
| Emil-Dittler-Straße                      | Benannt nach dem Bildhauer Emil Dittler (1868–1902), der in der selbständigen Gemeinde Solln wohnte. | 81479           | 1947     | Hieß früher nur Dittler-Straße |
| Engelstraße                              | Nach dem Münchner Maler Johann Friedrich Engel (1848–1921) | 81477           | 1957     | |
| Faustnerweg                              | 1947 benannt nach dem Münchner Maler Leonhard Bernhard Faustner (1815–1884). War ein bekannter Glas-, Architektur- und Landschaftsmaler und gestaltete Kirchenfenster | 81479           | 1977     | frühere Schmiedstraße, im alten Dorfkern von Solln gelegen                                                                             |
| Fellererplatz                            | Nach dem Sollner Pfarrer Peter Fellerer (1879–1930) | 81479           | 1972     | ehemaliger Kirchplatz und ab 1947 Diefenbachplatz                                                                                      |
| Fertigstraße                             | Benannt nach dem Münchner Lithographen Ignaz Fertig (1809–1858), der zahlreiche Porträts von Persönlichkeiten anfertigte | 81479           | 1947     | frühere Hartlstraße |
| Festingstraße                            | Franz Festing (1830–1902) war Pfarrer der Kirchengemeinde Pullach-Solln, Gründer des Vereins zum Bau der Kirche St. Johann Baptist | 81479           | 1938     | |
| Fiedlerstraße                            | Benannt nach dem Kunsttheoretiker Konrad Fiedler (1841–1895), Freund und Förderer vieler Künstler seiner Zeit. Er lebte seit 1880 in München. | 81477           | 1955     | |
| Fleischmannstraße                        | 1947 benannt nach dem Künstler, Kupfer-, Stahl- und Mezzotintostecher Andreas Fleischmann (1811–1878), der unter anderem für König Ludwig I. arbeitete | 81479           | 1947     | zuvor hieß die Straße Heidestraße |
| Flötnerweg                               | Benannt nach dem Schweizer Bildschnitzer und Holzschneider Peter Flötner (um 1490–1546) | 81479           | 1957     | |
| Frans-Hals-Straße                        | Nach dem holländischen Maler Frans Hals (um 1580–1666) | 81479           | 1947     | bis 1995 wurde die Schreibweise Franz-Hals-Straße benutzt, vor 1947 hieß sie Terlaner Straße                                           |
| Franz-Reber-Weg                          | Benannt nach dem in München tätigen Kunsthistoriker Franz Reber (1834–1919). Reber war Professor für Kunstgeschichte und Ästhetik am Polytechnikum in München, der heutigen Technischen Universität München, und ab 1875 Direktor der Staatsgalerien                                                             | 81479           | 1959     | |
| Friedastraße                             | Benannt nach dem Vornamen einer Tochter von Jakob Heilmann, der beim Bau der Villenkolonie Solln tätig war. | 81479           | 1910     | Prinz-Ludwigshöhe |
| Fröhlichstraße                           | 1947 benannt nach dem Münchner Maler und Illustrator Bernhard Fröhlich (1823–1885), | 81479           | 1947     | ehemalige Wiesenstraße, beerdigt am Alten Südlichen Friedhof Grablage: 05-15-39                                                        |
| Fürstenackerstraße                       | Benannt nach einem alten Flurnamen | 81477           | 1936     | |
| Gabriele-Münter-Straße                   | Benannt nach Gabriele Münter (1877–1962), Malerin des Expressionismus | 81477           | 1964     | |
| Gasparistraße                            | Giovanni Paolo Gaspari (1714–1775), italienischer Architekt, Bühnenbildner und Theatermaler am Hoftheater München | 81479           | 1947     | |
| Geigenbergerstraße                       | Benannt nach Otto Geigenberger (1881–1946), Maler der Münchener Secession | 81477           | 1955     | |
| Georg-Strebl-Straße                      | Benannt nach Georg Strebl (1857–1933), verdienter Bürger der ehemals selbständigen Gemeinde Solln | 81479           | 1937     | |
| Gerblweg/Gerblstraße                     | Benannt nach Eugen Gerbl (1847–1901), verdienstvoller Bürgermeister der ehemals selbständigen Gemeinde Solln | 81479           | 1965     | |
| Gilgstraße                               | Benannt nach der alten Sollner Bauernfamilie Gilg, seit 1769 auf dem Welserhof an der heutigen Bleibtreustraße. Die Familie Gilg stiftete den Grund für den Bau der Alten Sollner Kirche St. Johann Baptist | 81477           | 1949     | |
| Glötzleweg                               | Benannt nach dem Kunstmaler Ludwig Glötzle (1847–1929) | 81477           | 1935     | |
| Goldbergstraße                           | Benannt nach dem Kupferstecher Georg Goldberg (1830–1894) | 81479           | 1947     | Zuvor hieß sie Hackländerstraße. |
| Goyastraße                               | benannt nach dem spanischen Maler Francisco de Goya (1746–1828) | 81479           | 1961     | |
| Grünbauerstraße                          | Benannt nach dem Sollner Lehrer und Konzertveranstalter Josef Grünbauer (1846–1930) | 81479           | 1947     | zuvor hieß sie Johannesstraße |
| Gulbranssonstraße                        | Benannt nach dem in München tätigen norwegischen Maler und Karikaturisten Olaf Gulbransson (1873–1958) | 81477           | 1964     | |
| Hagenauerstraße                          | Benannt nach dem Bildschnitzer Friedrich Hagenauer (um 1500–1546) | 81479           | 1947     | |
| Halbreiterstraße                         | Benannt nach dem in München tätigen Maler Ulrich Halbreiter (1812–1877) und seinem Neffen, dem Bildhauer Adolf Halbreiter (1839–1898) | 81479           | 1947     | davor hieß die Straße Alpspitzstraße                                                                                                   |
| Hauschildstraße                          | Benannt nach dem Maler Wilhelm Hauschild, malte Fresken in den Schlössern Linderhof, Berg, Herrenchiemsee und Neuschwanstein, sowie Altarbilder für mehrere bayerische Kirchen | 81479           | 1947     | |
| Heilmaierstraße                          | Benannt nach dem Bildhauer Max Heilmaier (1869–1923), Professor für figürliches Modellieren, war am Entwurf und der Ausführung des Münchner Friedensengels beteiligt | 81477           | 1955     | |
| Heinleinstraße                           | Benannt nach dem Landschaftsmaler Heinrich Heinlein (1803–1885), ab 1846 Ehrenmitglied der Akademie der Bildenden Künste in München | 81477           | 1964     | |
| Heinrich-Vogl-Straße                     | Benannt nach dem Münchner Kammersänger Heinrich Vogl (1845–1900) | 81479           | 1900     | |
| Hermann-Hahn-Platz                       | Benannt nach dem in München tätigen Bildhauer Hermann Hahn (1868–1945), seit 1913 Professor an der Akademie der Bildenden Künste. | 81477           | 1953     | |
| Herterichstraße                          | Benannt nach den Malern und Professoren an der Münchner Akademie der Bildenden Künste Ludwig von Herterich (1856–1932) und Johann Caspar Herterich (1843–1905) | 81479           | 1935     | Die Straße hieß zuerst Forstenrieder Straße, dann Hindenburgstraße                                                                     |
| Hinterbrühler Weg                        | Benannt nach einem Ortsteil mit gleichnamigem Hinterbrühler See | 81479           | 1965     | |
| Hoerschelmannstraße                      | Benannt nach dem Maler, Grafiker, Illustrator, Holzschneider und Kunstsammler Rolf von Hoerschelmann (1885–1947), der unter anderem für den Simplicissimus zeichnete | 81477           | 1964     | |
| Hofbrunnstraße                           | Benannt nach der ersten Wasserleitung in Solln, die von einem Brunnenwerk in Großhesselohe zum Schloss Fürstenried führte, siehe Hofbrunnstraße | 81477 und 81479 | 1938     | |
| Irmgardstraße                            | Benannt nach dem Vornamen Irmgard | 81479           | 1947     | vorher hieß die Straße Albrecht-Dürer-Straße                                                                                           |
| Jawlenskystraße                          | Benannt nach dem russisch-deutschen Maler Alexej von Jawlensky (1865–1941), Mitglied der Neuen Künstlervereinigung München | 81477           | 1968     | |
| Josef-Schwarz-Weg                        | Benannt nach Josef Schwarz (1841–1917), Bürgermeister der Gemeinde Solln. | 81479           | 1947     | Hieß früher Josef-Schwarz-Straße |
| Kaltenmoserstraße                        | Benannt nach der Münchner Malerfamilie Kaltenmoser: Caspar (1806–1897), Max (1842–1887) uns Albert (1844–1871) | 81479           | 1947     | |
| Kandinskystraße                          | 1964 benannt nach dem russischen Maler Wassily Kandinsky (1866–1944), Mitglied der Neuen Künstlervereinigung München und des Blauen Reiters. | 81477           | 1964     | |
| Karl-Marr-Straße                         | Benannt nach dem Maler Carl von Marr (1858–1936). Er war Professor und ab 1919 Direktor an der Akademie der Bildenden Künste, Präsident der Münchner Künstlergenossenschaft. | 81479           | 1947     | |
| Karl-Raupp-Straße                        | Benannt nach Prof. Karl Raupp (1837–1918), Genre-, Porträt- und Landschaftsmaler. Er ist als Portraitist oberbayerischen Bauernlebens und Chiemseer Fischer ein Begriff. Er wurde wegen dieser Thematik auch der „Chiemsee-Raupp“ genannt, war Gründer einer Malerkolonie auf der Fraueninsel                    | 81477           | 1964     | |
| Karl-Singer-Straße                       | Benannt nach Karl Singer (1861–1908), dieser war Direktor des Städt. Statistischen Amtes und Vorstand des Vereins zur Verbesserung der Wohnungsverhältnisse in München (ab 1961 „Gemeinnütziger Wohnungsverein München 1899 e. V.“)                                                                              | 81479           | 1947     | ehemalige Doktor-Karl-Singer-Straße |
| Kirchbachweg                             | benannt nach dem Maler, Grafiker, Illustrator und Bildhauer Frank Kirchbach, ab 1896 Professor für Aktzeichnen an der Münchner Akademie | 81479           | 1947     | früherer Name Ottilienstraße (benannt nach der Ehefrau des Bürgermeisters Eduard Buchhierl)                                            |
| Klingweg                                 | Benannt nach dem Maler Otto Kling (1883–1973), der viele Sollner Motive und Stillleben malte | 81477           | 1980     | |
| Knotestraße                              | Benannt nach Heinrich Knote (1870–1953), Heldentenor und Wagnersänger sang an der Hofoper in München, zwischendurch auch in Würzburg, war Freund Carusos | 81479           | 1954     | |
| Konrad-Witz-Straße                       | Benannt nach Konrad Witz (um 1400–1445), dieser war Maler und Bildhauer und hinterließ neben Altarbildern auch erste als solche zu bezeichnende Landschaftsmalerei (Oberrheinische Malschule) | 81479           | 1945     | ehemaliger Name: Graf-Konrad-Straße (Dietrich-Eckart-Straße?)                                                                          |
| Krennerweg                               | Die Namensgeber waren zwei Brüder: Johann Nepomuk Gottfried Ritter von Krenner (1759–1812), Prof. für Deutsche Rechtsgeschichte und Leiter der Hof- und Staatsbibliothek. Franz Ritter von Krenner (1762–1819), Generaldirektor des Finanzministeriums, einer der Spitzenbeamten der Regierung Montgelas‘.       | 81479           | 1956     | |
| Kurzbauerstraße                          | Benannt nach Eduard Kurzbauer (1840–1879), Münchner Maler, war beeinflusst durch Franz von Defregger, schuf Genrebilder mit Dorfszenen aus Tirol und dem Schwarzwald. | 81479           | 1960     | ehemalige Schloßbauernstraße |
| Lauweg                                   | Benannt nach dem Münchner Zeichner und Porzellanmaler Hermann Lau (1822–1875), der viele Sollner Motive und Stillleben malte | 81479           | 1947     | Zuvor hieß er Welserweg nach dem gleichnamigen Welserhof                                                                               |
| Leebstraße                               | Benannt nach dem in München tätigen Bildhauer Johannes Leeb (um 1790–1863). Er schuf Marmorbüsten für die Walhalla bei Regensburg und für Bauten von König Ludwig I. | 81477           | 1947     | |
| Leimbachstraße                           | Benannt nach dem Architekten Karl von Leimbach (1814–1891), der unter anderem das Wilhelmsgymnasium München und die Poliklinik baute. | 81477           | 1956     | |
| Linastraße                               | Benannt nach einer Tochter von Jakob Heilmann, der beim Bau der Villenkolonie Solln und Villenkolonie Prinz-Ludwigs-Höhe tätig war | 81479           | vor 1920 | |
| Littmannstraße                           | Benannt nach dem Architekten Max Littmann (1862–1931), Schwiegersohn und Teilhaber von Jacob Heilmann. Er erbaute unter anderem das Hofbräuhaus, das Prinzregententheater und die Neue Schackgalerie. | 81477           | 1955     | |
| Lommelstraße                             | Benannt nach dem Mathematiker und Physiker Eugen Cornelius von Lommel (1837–1899), Professor an der Uni Erlangen, ab 1899 Rektor der Universität München. Nach ihm benannte Lommelsche Formeln, war Mitglied der Bayerischen Akademie der Wissenschaften.                                                        | 81479           | 1947     | frühere Böcklinstraße |
| Ludwig-Werder-Weg                        | Benannt nach dem Ingenieur, Techniker und Erfinder Johann Ludwig Werder (1808–1885), der unter anderem die Großhesseloher Brücke, die Schrannenhalle und den Glaspalast erbaute | 81479           | 1957     | |
| Makartstraße                             | Benannt nach dem österreichischen Maler Hans Makart (1840–1884) | 81479           | 1947     | Frühere Pfauenstraße |
| Malerwinkel                              | Benannt nach den zahlreichen Malern, die im 19. Jahrhundert in der Villenkolonie Solln wohnten. | 81479           | 1947     | Früherer Lerchenplatz |
| Melchiorstraße                           | Benannt nach den Künstlern Johann Peter Melchior (1747–1825), Georg Wilhelm Melchior (1780–1826), Joseph Melchior (1810–1883) und Wilhelm Melchior (1817–1860) | 81479           | 1947     | Vorherige Ringstraße |
| Memlingstraße                            | Benannt nach dem deutschen Maler der niederländischen Schule Hans Memling (1433–1494). | 81479           | 1945     | |
| Minorstraße                              | Benannt nach dem aus Meiningen stammenden Maler Ferdinand Minor (1814–1883), der sich 1836 in München niederließ. | 81479           | 1945     | |
| Moraltstraße                             | Benannt nach dem Historienmaler Ludwig Moralt (1815–1888) und dem Komponisten und Violinisten an der Münchner Hofkapelle Johann Baptist Moralt (1777–1825), die beide in München tätig waren. | 81479           | 1947     | Frühere Schwalbenstraße |
| Morgensternstraße                        | Benannt nach den Malern Christian Morgenstern (1805–1867) und Carl Ernst Morgenstern (1847–1928) sowie dem Schriftsteller Christian Morgenstern (1871–1914). | 81479           | 1947     | Zuvor hieß sie Parkstraße. |
| Muthstraße                               | Benannt nach Carl Muth (1867–1944) katholischer Publizist, der in der ehemals selbständigen Gemeinde Solln wohnte. | 81479           | 1949     | |
| Muttenthalerstraße                       | Anton Muttenthaler (1820–1870) war Maler, Zeichner und Lithograph. | 81477/81479     | 1949     | Ehemalige Jägerstraße |
| Muxelstraße                              | Namensgeber ist der Zeichner und Radierer Johann Nepomuk Muxel (1790–1870), Zeichenlehrer im Hause des Herzogs von Leuchtenberg | 81479           | 1949     | Ehemalige Margaritenstraße |
| Ockertweg                                | Nach dem Maler Carl Friedrich Ockert (1825–1899) | 81479           | 1947     | Früherer Wagnerweg |
| Olivierstraße                            | Benannt nach dem Maler, Graphiker und Zeichner Ferdinand Johann von Olivier (1785–1841), Professor für Kunstgeschichte an der Münchner Akademie der Bildenden Künste. | 81477           | 1955     | |
| Oskar-Coester-Weg                        | Benannt nach dem Maler und Lithographen Oskar Coester (1886–1955), ausgezeichnet mit dem Kunstpreis für Malerei der Stadt München (1949). | 81479           | 1956     | |
| Papperitzstraße                          | Benannt nach dem in München tätigen Maler, Dichter und Bildhauer Georg Papperitz (1846–1918). | 81479           | 1947     | Zuvor hieß sie Anemonenstraße. |
| Paul-Klee-Straße                         | Benannt nach dem Maler, Graphiker und Kunstschriftsteller Paul Klee (1879–1940), Mitglied der Neuen Künstlervereinigung München und des Blauen Reiters. | 81477           | 1964     | |
| Peretshofener Straße                     | Nach Peretshofen, einem Dorf im Isartal an der gleichnamigen Höhe mit grandioser Aussicht, bei Dietramszell gelegen | 81479           | 1956     | |
| Petersenstraße                           | Nach dem Maler Hans von Petersen (1850–1914), Präsident der Münchner Künstlergenossenschaft und Leiter der Glaspalast-Ausstellungen. | 81477           | 1955     | |
| Plattlinger Straße                       | Benannt nach der bayerischen Stadt Plattling | 81477 und 81479 | 1958     | |
| Randelshoferweg                          | Nach Josef Randelshofer (1897–1967) benannt. Randelshofer war Schreinermeister und langjähriger Gemeinderat der ehemals selbständigen Gemeinde Solln. | 81479           | 1970     | |
| Richard-Pietzsch-Weg                     | Benannt nach dem Münchner Landschaftsmaler Richard Pietzsch (1872–1960) | 81479           | 1962     | |
| Rietschelstraße                          | Nach dem Maler Ernst Wilhelm Rietschel (1824–1860). Wirkte als Bildnis-, Miniaturen- und Genremaler längere Zeit in München und schuf u. a. Kinderportraits von Ludwig II. | 81477           | 1947     | |
| Ringelnatzweg                            | Nach Joachim Ringelnatz (1883–1934), Schriftsteller, Kabarettist, Maler naiver Bilder und Dichter ernster und grotesker Lyrik. Ab 1909 Hausdichter bei Kathi Kobus in der Künstlergruppe Simplicissimus. | 81479           | 1953     | |
| Rudolf-Wilke-Weg                         | Benannt nach dem Maler und Zeichner Rudolf Wilke (1873–1908), Mitarbeiter der Münchner Wochenzeitschrift Simplicissimus und Die Jugend | 81477           | 1964     | |
| Rugendasstraße                           | Nach dem Maler und Zeichner Moritz Rugendas (1802–1858) | 81479           | 1947     | Ehemalige Erikastraße |
| Sambergerstraße                          | Nach Leo Samberger (1861–1949), Maler und Porträtist der Münchner Prominenz, Ehrenmitglied der Akademie der Bildenden Künste | 81477           | 1953     | |
| Schieggstraße                            | Nach dem Benediktinerpater, Mathematiker und Münchner Hofastronomen Ulrich Schiegg (1752–1810). Professor der Mathematik und Physik an der Universität Salzburg; seit 1803 Mitglied der Bayerischen Akademie der Wissenschaften.                                                                                 | 81479           | 1927     | Frühere Waldstraße |
| Schuchstraße                             | Benannt nach dem österreichischen Maler Carl Schuch (1846–1903), lebte ab 1869 in München, später in Venedig, Paris und Wien. | 81477           | 1953     | |
| Schultheißstraße                         | Benannt nach dem Kupferstecher, Radierer und Kupferstecher Albrecht Fürchtegott Schultheiss (1823–1909). | 81477           | 1947     | Ehemalige Hubertusstraße |
| Schusterstraße                           | Nach dem in Solln häufigen Namen Schuster und der Berufsbezeichnung, auf die er zurückgeht. | 81479           | 1947     | |
| Seebergerstraße                          | Benannt nach dem in München tätigen Architekturmaler und Lithograph Gustav Seeberger (1812–1888). Er war ab 1854 Lehrer für Perspektive an der Münchner Akademie der Bildenden Künste. | 81477           | 1947     | |
| Sintzenichstraße                         | Benannt nach dem Kupferstecher Heinrich Sintzenich (1752–1812), fertigte ab 1802 in München Stiche im Auftrag des Hofes. | 81479           | 1947     | Ehemalige Almrauschstraße |
| Sohnkestraße                             | Benannt nach dem Mathematiker und Physiker Leonhard Sohncke (1842–1897), ab 1886 Professor für Experimentalphysik an der Universität München, Leiter des Physik-Departments der Technischen Hochschule München, Mitglied der Bayerischen Akademie der Wissenschaften, Autorität im Bereich der Kristallstruktur. | 81479           | vor 1920 | |
| Sollner Straße                           | Benannt nach der nach München eingemeindeten Gemeinde Solln. | 81479           | 1938     | ehemalige Frohsinnstraße bzw. Hirschenstraße                                                                                           |
| Spindlerstraße/Spindlerplatz             | Benannt nach dem Schriftsteller Karl Spindler (1796–1855) | 81477           | 1926     | Die Lochhamer Straße teilt den Spindlerplatz in zwei Teile; der nördliche Teil gehört zu Obersendling, der südliche zu Solln.          |
| Springerstraße                           | Benannt nach dem bayerischen Handelsreisenden Balthasar Springer (um 1470–um 1510) | 81477           | 1964     | |
| Stäblistraße                             | Nach dem schweizerischen Maler Adolf Stäbli (1842–1901). Er malte stimmungsvolle Landschaftsbilder aus der Umgebung Münchens. | 81477           | 1931     | |
| Stelznerstraße                           | Nach dem in München tätigen Maler und Grafiker Heinrich Stelzner (1833–1910) | 81477           | 1947     | |
| Stockmannstraße                          | Benannt nach dem in Dachau wohnenden Maler, Zeichner und Illustrator Hermann Stockmann (1867–1938) | 81479           | 1964     | |
| Stöhrstraße                              | Benannt nach dem in München tätigen Architekten Karl Stöhr (1859–1931) | 81477           | 1956     | |
| Stridbeckstraße                          | Nach dem in München tätigen Kupferstecher Johann Stridbeck der Jüngere (1665–1714) | 81479           | 1947     | Zuvor hieß sie Schulstraße. |
| Strähuberstraße                          | Benannt nach dem in München tätigen Historienmaler, Zeichner und Lithographen Alexander Strähuber (1814–1882). Ab 1868 Professor an der Münchner Akademie der Bildenden Künste. | 81479           | 1947     | Zuvor hieß sie Alpenrosenstraße |
| Sulenstraße                              | Benannt nach Sulen (Wasserlachen, in denen sich Wildschweine wälzen), dem Ursprung des Ortsnamens Solln | 81477           | 1953     | |
| Tillmannweg                              | Nach Nikolaus Heinrich Tillmann (1852–1939), Oberbibliothekar in München. | 81479           | 1957     | Zuvor hieß sie Alpenrosenstraße |
| Uhdestraße                               | Benannt nach dem Maler Fritz von Uhde (1848–1911); er lebte ab 1880 in München, wo er zur Freilichtmalerei fand. Bedeutende Bilder aus dem Leben seiner Familie. | 81477           | 1954     | |
| Van-Gogh-Straße                          | Nach dem niederländischen Maler Vincent van Gogh (1853–1890). | 81479           | 1961     | |
| Vogelanger                               | Benannt nach einem alten Flurnamen, dessen Name von einem in der Nähe wohnenden Vogelfänger kommt. | 81477           | 1938     | Zuvor hieß die Straße Steinstraße. |
| Voltzweg                                 | Nach den in München tätigen Malern Ludwig Gustav Voltz (1825–1911), Johann Friedrich Voltz (1817–1886), Johann Michael Voltz (1784–1858) und Richard Voltz (1859–1933). | 81479           | 1956     | |
| Vorhoelzerstraße                         | Benannt nach dem Architekten und Rektor der Technischen Hochschule München Robert Vorhoelzer (1884–1954). | 81477           | 1956     | |
| Waldmüllerstraße                         | Namensgeber ist der österreichische Maler Ferdinand Georg Waldmüller (1793–1865), von dem einige Bilder auch in der Neuen Pinakothek zu sehen sind. | 81479           | 1947     | Ehemalige Enzianstraße |
| Warnberg/Warnbergstraße                  | Benannt nach dem Gut Warnberg in Solln, das im 12. Jahrhundert erstmals erwähnt wurde. Mit 580,50 m ü. NHN der höchste Punkt Münchens. | 81479           | 1938     | |
| Watteaustraße                            | Benannt nach dem französischen Maler Antoine Watteau (1684–1721), einem der bedeutendsten Maler des 18. Jahrhunderts, von dem einige Bilder auch in der Neuen Pinakothek zu sehen sind. | 81479           | 1947     | Zuvor hieß die Straße Saarlandstraße.                                                                                                  |
| Weltistraße                              | Benannt nach Albert Welti (1862–1912), Schweizer Maler, der mehrere Jahre in Solln wohnteenannt nach Albert Welti (1862–1912), Schweizer Maler, der mehrere Jahre in der Künstlerkolonie Solln wohnte. | 81477           | 1955     | |
| Wengleinstraße                           | Benannt nach dem Münchner Maler Josef Wenglein (1845–1919). | 81479           | 1959     | |
| Werlingstraße                            | Benannt nach dem Sollner Gemeinderat und Bezirksausschussmitglied Josef Werling (1877–1953) | 81479           | 1947     | |
| Wetzelstraße                             | Benannt nach dem Sollner Buchverleger und Bürger Franz Wetzel (1888–1956). | 81479           | 1959     | |
| Whistlerweg                              | Nach dem US-amerikanischen Maler James McNeill Whistler (1834–1903). | 81479           | 1947     | Zuvor hieß die Straße Wilhelm-Bertsch-Straße/Edelweisstraße.                                                                           |
| Wilbrechtstraße                          | Benannt nach der Münchner Patrizierfamilie Wilbrecht. | 81477           | 1927     | Ehemalige Schwanenstraße |
| Wilhelm-Busch-Straße                     | Benannt nach dem humoristischen Dichter und Zeichner Wilhelm Busch (1832–1908), der zeitweise in München wohnte. | 81477           | 1964     | |
| Wilhelm-Leibl-Platz/Wilhelm-Leibl-Straße | Benannt nach Wilhelm Leibl (1844–1900), Maler und Illustrator, einem der wichtigsten Vertreter des Realismus in Deutschland. | 81479           | 1947     | Früher hieß die Straße Pullacher Straße                                                                                                |
| Winterhalterstraße                       | Nach dem Maler Franz Xaver Winterhalter (1805–1873), der in München studierte und einer der bekanntesten Portraitmaler des europäischen Hochadels wurde. | 81479           | 1947     | Ehemaliger Pasinger Weg |
| Wolfratshauser Straße                    | Benannt nach der oberbayerischen Stadt Wolfratshausen (Hausnummern von 26 bis 350) | 81479           | 1959     | |
| Ziehrerstraße                            | Benannt nach dem österreichischen Komponisten Carl Michael Ziehrer (1843–1922) | 81477           | 1947     | Zuvor hieß die Straße Finkenstraße. |
| Zwengauerweg                             | Benannt nach dem Maler Anton Zwengauer (1810–1884), Konservator an der Gemäldegalerie in Schleißheim, von 1853 bis 1869 Konservator der Königlichen Zentralgemäldegalerie (spätere Alte Pinakothek) | 81479           | 1947     | Ehemalige Fichtenstraße |